# Ed Kröger

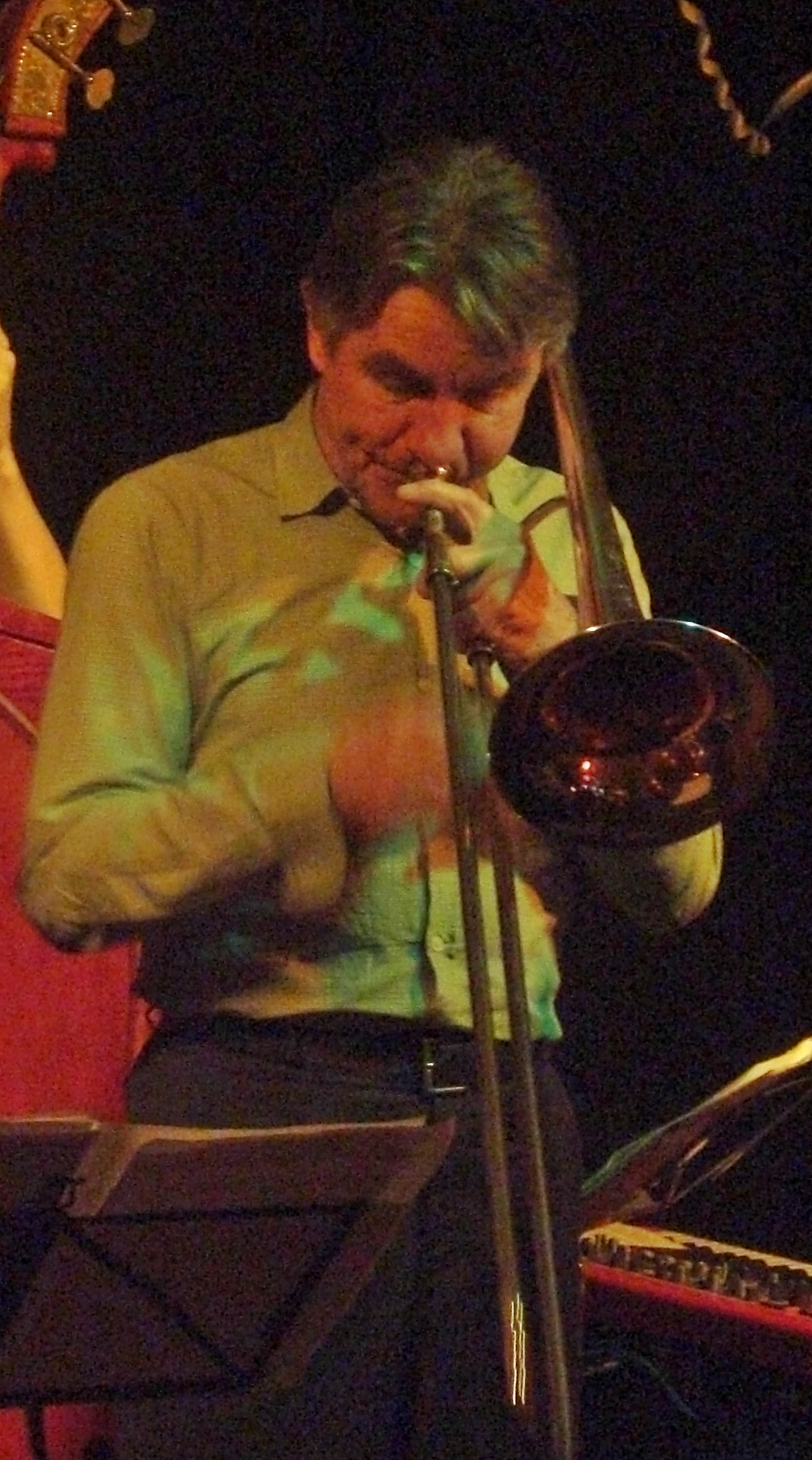
Ed Kröger im Club "Hafenbahnhof" in Hamburg-Ottensen

Erhard „Ed“ Kröger (* 2. Dezember 1943 in Flensburg) ist ein deutscher Jazzmusiker (Posaune, Piano).

## Leben und Wirken
Kröger, der in Cuxhaven aufwuchs, als Kind Klavier und vom 16. Lebensjahr an Posaune gelernt hatte, studierte ab 1965 in Bremen Posaune. Er spielte dort im Sextett von Harald Eckstein, mit dem er auf den Festivals in Düsseldorf, Frankfurt, Wien und Zürich auftrat. 1967 gründete er mit Sigi Busch und Heinrich Hock eine eigene Gruppe, die um Joe Viera erweitert 1968 in Österreich, Ungarn und Luxemburg gastierte. Kröger arbeitete weiterhin mit Marion Brown, Steve McCall, Gerd Dudek und Albert Mangelsdorff und trat 1968 und 1969 in den Free-Jazz-Gruppen von Fred Van Hove und Wolfgang Dauner auf dem Berliner Jazz-Festival auf. Weiterhin verfasste er das Lehrbuch „Die Posaune im Jazz“, bevor er nach dem Examen als Orchestermusiker ein Studium als Musiklehrer begann. 1972 wurde er als deutscher Vertreter zum Jazzworkshop der Europäischen Rundfunkanstalten entsandt. 1973 wechselte Kröger zum Klavier, spielte im eigenen Trio, aber auch mit Manfred Schoof, Wolfgang Engstfeld, Christof Lauer, Uli Beckerhoff und Wolfgang Lackerschmid. Er war weiterhin als Dozent an den Musikhochschulen in Hannover und Hamburg tätig. 1984 kehrte er wieder zur Posaune zurück und gründete (u. a. mit Detlev Beier) die Gruppe „Trombone Jazz“. In den letzten Jahren ist er mit seinem bop-orientierten Quartett bzw. Quintett, u. a. mit Matthias Bätzel, Romy Camerun oder seinem Sohn, Ignaz Dinné, aufgetreten.